# L'Échappée belle (film, 1996)
Pour les articles homonymes, voir L'Échappée belle.
Pour plus de détails, voir Fiche technique et Distribution.
L'Échappée belle est un film français réalisé par Étienne Dhaene et sorti en 1996.
C'est son premier film en tant que réalisateur, à propos duquel il a déclaré : « Une comédie sentimentale humaniste proche de celles qui m'ont fait rêver de réaliser un jour mon premier film. C'est fait. ». Le film n'a cependant pas été bien reçu par la critique à cause en particulier de la faiblesse de son scénario.

## Synopsis
Un homme divorcé se voit privé par le juge de voir ses enfants aussi souvent qu'il le voudrait à cause de son manque de sérieux. Cependant il se rend compte que la juge en question a des rapports difficiles avec sa fille, et il essaye d'en tirer profit.

## Fiche technique
- Réalisation : Étienne Dhaene
- Scénario : Gérard Rossini
- Adaptation et dialogues : Denis Parent, Laurent Dussaux et Étienne Dhaene
- Image : Philippe Pavans de Ceccatty
- Musique : Philippe Delettrez
- Montage : Pascale Fenouillet
- Création des décors : Ivan Maussion
- Genre : comédie dramatique
- Lieu de tournage : Rhône-Alpes
- Durée : 85 minutes
- Date de sortie : 27 mars 1996 ( France)

## Distribution
- Jean-Marc Barr : Emmanuel Barnes
- Anémone : Jeanine, la juge
- Olivia Bonamy : Chloé
- Antoine Duléry : Clovis Delmotte
- Laurence Masliah : Mathilde Barnes
- Zinedine Soualem : l'avocat
- Bernard Alane : Georges
- Benoît Legrand : Charles Barnes
- Ariane Monnier-Zographos : Audrey Barnes
- Michèle Bernier : Madame Lambert
- Denis Podalydès : Sanchez
- Emma de Caunes : Juliette
- Bruno Lochet : L'inspecteur Cambois
- Fabien Béhar : L'inspecteur Jaubert
- Sylvie Benoît : L'institutrice
- Louise Boisvert : La chef de cabinet